# Velkuanmaa
Velkuanmaa är en ö i Finland.   Den ligger i kommunen Nådendal i den ekonomiska regionen  Åbo ekonomiska region  och landskapet Egentliga Finland, i den sydvästra delen av landet, 180 km väster om huvudstaden Helsingfors. Arean är 7,0 kvadratkilometer.
Terrängen på Velkuanmaa är mycket platt. Öns högsta punkt är 30 meter över havet. Den sträcker sig 6,1 kilometer i nord-sydlig riktning, och 2,6 kilometer i öst-västlig riktning.
I övrigt finns följande på Velkuanmaa: